# チャーメン・サンドイッチ
チャーメン・サンドイッチ（英: chow mein sandwich）とは、ブラウングレイビーで和えたチャーメン（炒麺、中華焼きそば）をハンバーガー用のバンズで挟んだサンドイッチ。マサチューセッツ州フォールリバーで1930年代か1940年代に生み出された。マサチューセッツ州南東部および隣接するロードアイランド州の一部地域で中華料理店の人気メニューとなっている。ニューイングランド内の比較的狭い地域を除けばほとんど知られていない。
ヨーロッパやカナダからの移民一世が多く経済的に貧しい地域において、客が食べ慣れた形で安価な食事を提供しようとした中国系料理店が作り出した食品である。パンで挟むという形式だけでなく、グレイビーもニューイングランド地域でよくみられるものと酷似している。
中国系アメリカ人の料理店で食べられるだけでなく、フードサービス業者によって地域の学校や高齢者センターに提供されている。フォールリバー出身の著名なシェフ、エメリル・ラガッセは自身のテレビ番組でチャーメン・サンドイッチを紹介したことがある。フードライターのスターン夫妻も近隣に在住しており、この料理について書いている。
注文には野菜の有無によって「strained（濾す）」と「not strained（濾さない）」の区別がある。「strained」が野菜抜きを意味する。パン抜きのチャーメンと同様に野菜としてはセロリ、玉ねぎ、もやしが用いられ、さらに豚肉、鶏肉、牛肉、エビなどが加えられる。パリパリした揚げ麺はグレイビーに浸され、柔らかいパンとともに多彩な食感を生み出している。一般的にはナイフとフォークで食べるが、紙で包んだものを手づかみで食べることもある。フォールリバーの老舗食品会社オリエンタル・チャーメン・ヌードル・カンパニーが「ホー・ミー」ブランドの揚げ麺で地域の需要を一手に引き受けている。
この料理は東海岸に広まっていたが、1940年代の最盛期を過ぎるとフォールリバー近辺を除いて廃れていった。現在はマサチューセッツ州南東部とロードアイランド州の一部でよく食べられている。フォールリバーに近いボストンでは知られていないが、ニューヨーク市コニーアイランドにあるネイサンズの店舗では少なくとも2013年に至るまでメニューに載っていた。